# Joseph Villard
Joseph Villard (* 8. Juni 1838 in Ploaré; † 16. März 1898 in Quimper) war ein französischer Photograph und Postkartenverleger.

## Leben
Joseph Villard wurde von seinem Bruder Jean-Marie, der eine Ausbildung bei Nadar und Louis Daguerre in Paris absolvierte, die Photographie nahegebracht.
Joseph übernahm das von seinem Brüder in Quimper gegründete Fotoatelier. In den folgenden Jahren bereiste Joseph Villard zu Fuß und mit dem Fahrrad die Bretagne, um die Monuments historiques und das Landleben aufzunehmen. Nach und nach baute er ein großes Fotoarchiv auf, das den Grundstock für den Postkartenverlag, der mehr als 7000 Postkarten herausbrachte, bildete.
Sein Sohn Joseph-Marie Villard (28. Juni 1868–9. Februar 1935) und danach sein Enkel Joseph-Henri-Marie Villard (10. Januar 1898–9. Januar 1981) führten das Fotoatelier fort.
Collection Villard

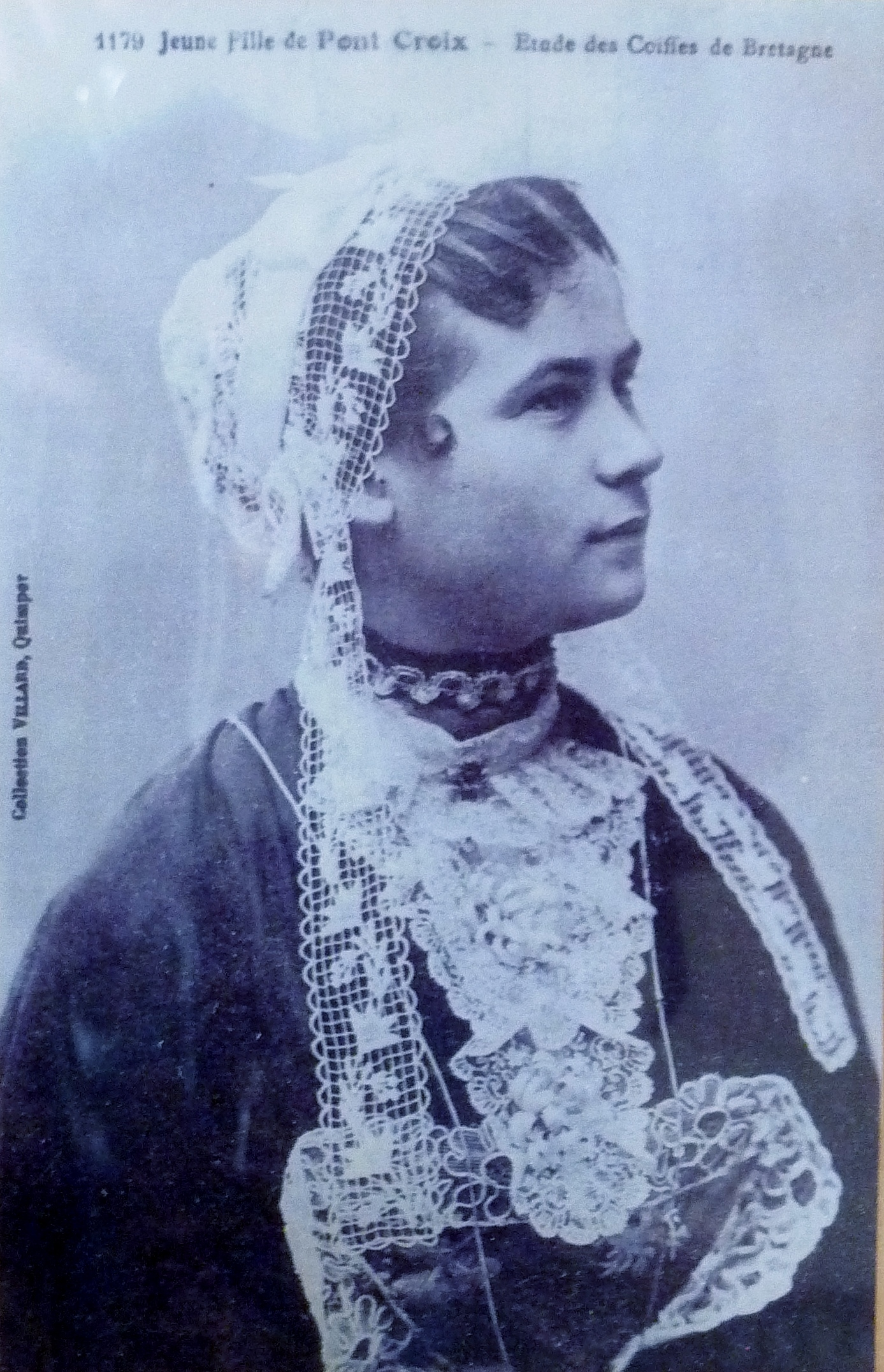
Junge Frau in Pont-Croix
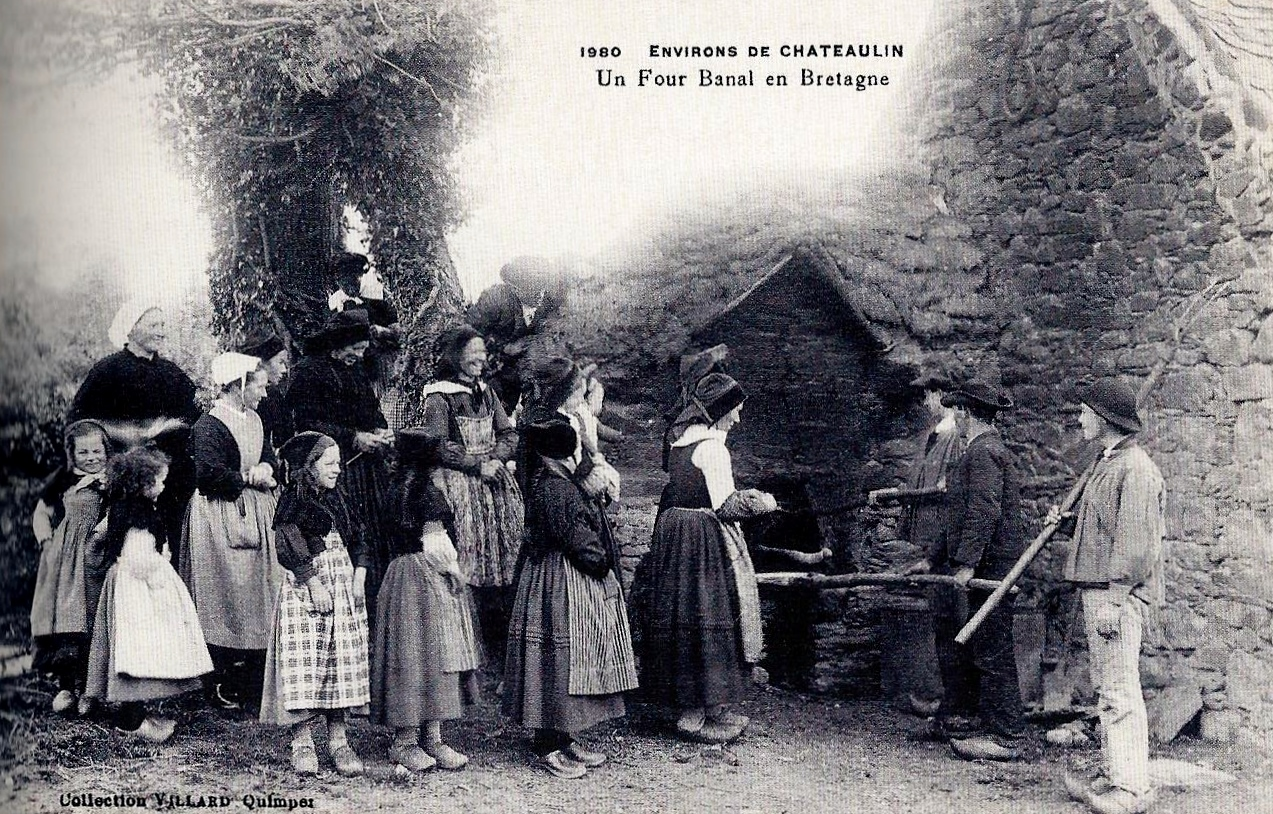
Backofen und Dorfbewohner in Châteaulin
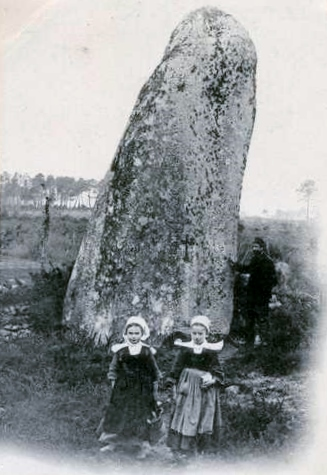
Menhir von Kerangosquer